# Alban Ajdini
Alban Ajdini (Ginebra, 9 de julio de 1999) es un futbolista suizo, nacionalizado kosovar, que juega en la demarcación de extremo para el F. C. Lausanne-Sport de la Superliga de Suiza.

## Selección nacional
Hizo su debut con la selección de fútbol de Kosovo el 21 de noviembre de 2023 en un partido de clasificación para la Eurocopa 2024 contra Bielorrusia que finalizó con un resultado de 0-1 tras un gol de Dmitry Antilevsky.

## Clubes
| Club                       | País  | Año       | Partidos | Goles |
| -------------------------- | ----- | --------- | -------- | ----- |
| Servette F. C. sub-21      | Suiza | 2017-2020 | 47       | 11    |
| Servette F. C.             | Suiza | 2020-2021 | 5        | 0     |
| F. C. Stade Lausanne Ouchy | Suiza | 2021-2024 | 128      | 31    |
| F. C. Lausanne-Sport       | Suiza | 2024-     | 35       | 7     |